# Hans Feurer
Hans Feurer, nato Hanspeter Feurer (San Gallo, 22 settembre 1939 – San Gallo, 16 gennaio 2024), è stato un fotografo svizzero.

## Biografia
Dopo aver terminato i suoi studi d'arte in Svizzera, Hans Feurer iniziò a lavorare come direttore artistico, grafico e illustratore per alcune agenzie di pubblicità a Londra.
Nel 1966 comprò una Land Rover e partì per l'Africa dove maturò la sua decisione di diventare fotografo.
Ritornato a Londra, affittò uno studio e cominciò a lavorare al suo portfolio, affermandosi come fotografo già a fine 1967.
Autore del calendario Pirelli del 1974, collaborò con le più importanti riviste di moda dell'epoca, come la tedesca Twen e la britannica Nova, attualmente non più pubblicate.
Nel 1983, scelse la modella Iman come protagonista di una delle campagne pubblicitarie di Kenzo.
Attivo ancora per molti anni, le sue fotografie furono pubblicate regolarmente su riviste quali Vogue Paris, Elle, Numéro e Another.
Morì il 16 gennaio 2024 all'età di 84 anni.

## Mostre
- Nel 2013, la casa editrice Damiani lo consacra con un libro il quale sarà, a settembre dello stesso anno, oggetto di una mostra nel concept store parigino Colette.
- Nel gennaio 2014, ospite d'onore di AltaRoma, è invitato ad esporre alcune delle sue opere. Alla mostra interviene Kenzō Takada.
- Nel giugno 2014, parte del suo lavoro viene esposta nella galleria d'arte contemporanea RuArts di Mosca, con il supporto di Vogue Russia.
- Nel settembre 2014, durante la Fashion Week di Milano, espone al Museo della Permanente, con il patrocinio di Regione Lombardia, Provincia di Milano, Comune di Milano e Camera Nazionale della Moda Italiana. Vengono esposti 62 scatti a colori ed in bianco e nero, di cui alcuni inediti. Le foto esposte partono dai suoi primi scatti sino all'inizio degli anni novanta.